# Berdytjiv
Berdytjiv (ukrainsk: Берди́чів, ukrainsk udtale: [berˈdɪt͡ʃ⁽ʲ⁾iu̯]; polsk: Berdyczów; jiddisch: באַרדיטשעװ; russisk: Берди́чев}) er en historisk by i Zjytomyr oblast (provinsen) i det nordlige Ukraine. Byen fungerer som administrativt centrum i Berdytjiv rajon (distrikt), men er selv direkte underordnet oblast og hører ikke til distriktet. Den ligger 44 km syd for oblasthovedstaden, Zhytomyr. Byen har en befolkning på omkring 73.046 (2022) mennesker.

## Gallery
- Sankt Barbarakirken
- Karmeliterklosteret
- Karmeliterklosteret
- Beboelsesejendom i Berdytjiv
- Tidligere handelshus
- Tidligere hospital
- Grossman's palæ, Berdytjiv
- Synagoge
- Nikolskakirken